# Angiopteris bipinnata
Angiopteris bipinnata är en kärlväxtart som först beskrevs av Ren Chang Ching, och fick sitt nu gällande namn av J.M.Camus. Angiopteris bipinnata ingår i släktet Angiopteris och familjen Marattiaceae. Inga underarter finns listade i Catalogue of Life.